# Кошарне
Коша́рне — село Амвросіївської міської громади Донецького району Донецької області, Україна.

## Загальні відомості
Відстань до райцентру становить близько 22 км і проходить автошляхом Т 0519.
Землі села межують із територією Матвієво-Курганського району Ростовської області Російської Федерації. Селом тече Балка Кошарна.
Унаслідок російської військової агресії із серпня 2014 р. Кошарне перебуває на території ОРДЛО.

## Населення
За даними перепису 2001 року населення села становило 72 особи, з них 18,06 % зазначили рідною мову українську та 81,94 % — російську.